# (24649) Balaklava

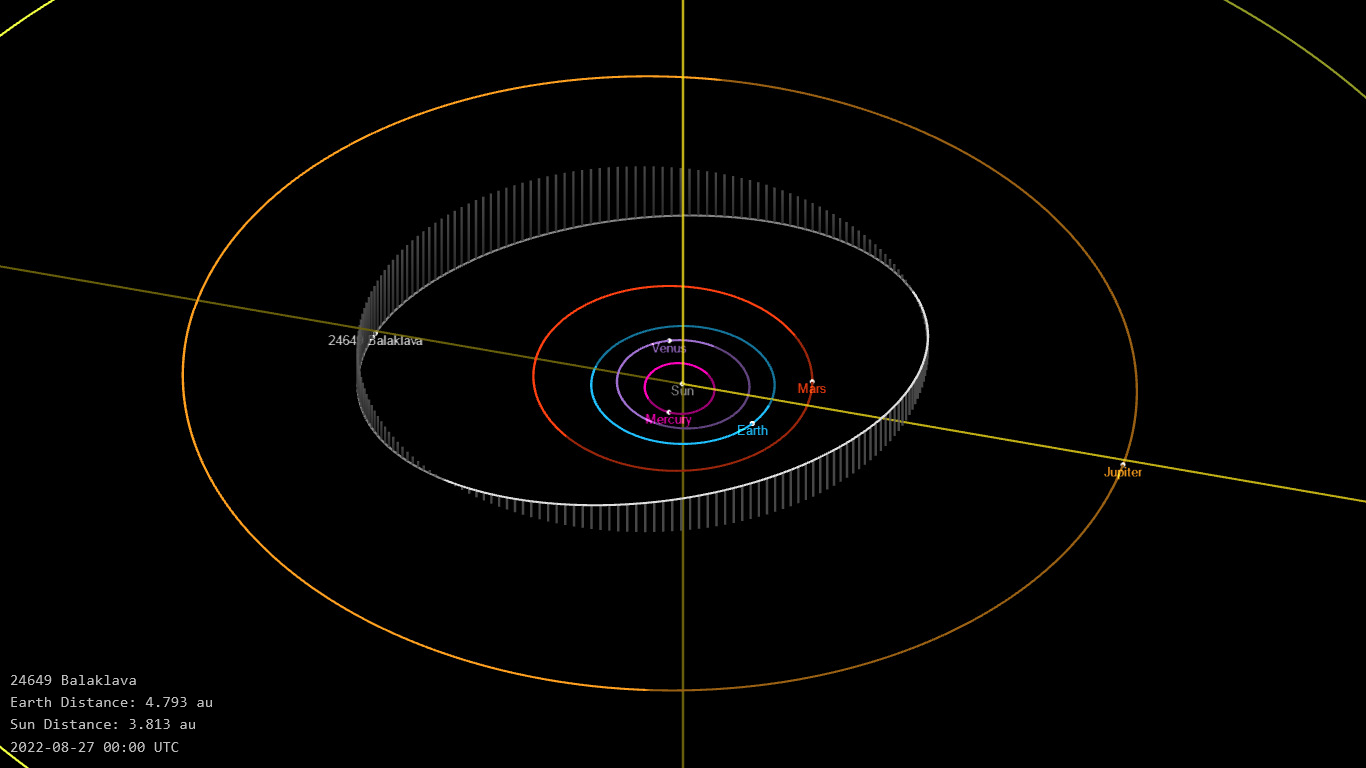
Orbit von (24649) Balaklava.

(24649) Balaklava ist ein Asteroid des Hauptgürtels, der am 19. September 1985 von den russischen Astronomen Nikolai Stepanowitsch Tschernych und Ljudmila Iwanowna Tschernych an der Zweigstelle des Krim-Observatoriums (IAU-Code 095) in Nautschnyj entdeckt wurde.
Der Asteroid ist nach der ukrainischen Hafenstadt Balaklawa auf der Krim benannt, die heute ein Stadtteil von Sewastopol ist.